# Процес-оријентисано програмирање
Процес-оријентисано програмирање је парадигма програмирања која раздваја забринутост структуре података и истовремене процесе који делују на њих. Структуре података у овом случају су обично упорне, комплексне, и великих размера - предмет опште намене апликација, за разлику од специјализоване обраде специјализованог сета података виђених у високим апликацијама продуктивности (ВАП). Модел омогућава стварање апликација великих обима да делимично деле заједничке сетове података. Програми се функционално разлажу у паралелним процесима који стварају и поступају по логично заједничким подацима.
Парадигма је првобитно измишљена за паралелне рачунаре 1980-те, посебно рачунарима изграђеним са транспутер микропроцесорима од стране INMOS, или сличних архитектура. Она еволуирала да задовољи недостатке у поруци пролаза парадигме Occam-а (уреди) и омогући равномерну ефикасност када дође до портања апликација између дистрибуиране меморије и заједничке меморије паралелних рачунара.
Први пример парадигме појављује се у програмском језику Ease дизајан на универзитету Јејл 1990. Слични модели су се појавили у лабавој комбинацији SQL базе података и објектно оријентисаног језика као што је Јава, често се назива објектно-релациони модел и нашироке је користи у великој мери дистрибуираних система данас. Парадигма ће се вероватно појавити на десктоп рачунарима кад микропроцесор повећа број процесора (мултикор) по чипу.